# Lil Rob
Roberto L. Flores  (San Diego, California, 21 de septiembre de 1975), más conocido por su nombre artístico Lil Rob, es un rapero,  cantante y compositor mexicano-estadounidense.

## Biografía
A principios de los 90, comenzó a actuar bajo el nombre de Lil Rob & the Brown Crowd, y grabó un sencillo titulado "Oh, What a Night in the 619". Aunque no tuvo éxito, fue presentado más adelante en su álbum debut en 1997 Crazy Life, con el título acortado a "Oh, What a Night". En 1994, su barbilla se rompió cuando le dispararon en la mandíbula y en el ojo más tarde.

## Discografía
- 1997: Crazy Life
- 1999: Natural High
- 2001: Can't Keep a Good Man Down
- 2002: The Album
- 2004: Neighborhood Music
- 2005: Twelve Eighteen, Pt. 1
- 2008: 1218 (Pt. II)
- 2009: Love & Hate
- 2014: R.I.P.